# Epipedocera laticollis
Epipedocera laticollis är en skalbaggsart som beskrevs av Charles Joseph Gahan 1906. Epipedocera laticollis ingår i släktet Epipedocera och familjen långhorningar.
Artens utbredningsområde är:
- Laos.
- Burma.

Inga underarter finns listade i Catalogue of Life.